# Winterstock
Winterstock är en bergstopp i Schweiz.   Den ligger i kantonen Uri, i den centrala delen av landet, 80 km öster om huvudstaden Bern. Toppen på Winterstock är 3 203 meter över havet, eller 145 meter över den omgivande terrängen. Bredden vid basen är 0,54 km.
Terrängen runt Winterstock är huvudsakligen bergig. Runt Winterstock är det glesbefolkat, med 15 invånare per kvadratkilometer.. Närmaste större samhälle är Airolo, 15,6 km sydost om Winterstock. 
Trakten runt Winterstock består i huvudsak av gräsmarker.